# Prima Doll
Prima Doll (プリマドール Purima Dōru?) es un proyecto multimedia japonés creado por Key y Visual Arts en octubre de 2020, que también incluye figuritas de juguete de Kotobukiya, una serialización de historias cortas y una novela web. Una serie de televisión de anime de 12 episodios hecha a cargo de Bibury Animation Studios se emitió de julio a septiembre de 2022. Key está desarrollando una serie de novelas cinéticas de cuatro volúmenes escrita por Tōya Okano. 

## Personajes

### Kuronekotei
Haizakura (灰桜?)
Voz por: Azumi Waki
Una muñeca cuya configuración se restableció una vez antes de llegar a Kuronekotei. Debido a esto, ignora las costumbres del mundo y, a veces, es torpe. Sin embargo, ella siempre hace todo lo posible por hacer algo por las personas que la rodean. Mide 138 cm y su comida favorita es el anpan. Su sueño es aprender sobre su propia función.
Karasuba (鴉羽?)
Voz por: Tomori Kusunoki
Es la líder de las muñecas de Kuronekotei. A veces es estricta, pero se preocupa mucho por las personas que la rodean. Las partes de su cuerpo están hechas de piezas chatarra que Nagi encontró para repararla. A pesar de que sus partes están viejas y desgastadas, se niega a cambiarlas por otras nuevas porque cree que su cuerpo es un regalo que le dio Nagi. Mide 1,55 cm y su comida favorita es un rico batido de mantequilla de maní. Su sueño es proteger a Kuronekotei.
Gekka (月下?)
Voz por: Miyu Tomita
Una muñeca cuya comida favorita es el taiyaki. Ella habla en un tono directo. Su sueño es embarcarse en una nueva misión.
Hōkiboshi (箒星?)
Voz por: Yuki Nakashima
Retzel (レーツェル Rētseru?)
Voz por: Akari Kitō
Nagi Tōma (遠間 ナギ Tōma Nagi?)
Voz por: Ayumu Murase

### Otros
Chiyo (千代?)
Voz por: Misaki Kuno
Una chica que a veces ayuda en Kuronekotei.
Otome Okunomiya (奥宮 おとめ Okunomiya Otome?)
Voz por: Ayaka Suwa
Excompañera de trabajo de Nagi.
Yūgiri (夕霧?)
Voz por: Mikako Komatsu
Haikagura (灰神楽?)
Voz por: Tomoyo Kurosawa

## Media

### Medios Impresos
Una novela web titulada Prima Doll Encore (プリマドール・アンコール?) , es escrita por Tōya Okano e ilustrada por Maroyaka, actualmente se publica periódicamente en el sitio web oficial del proyecto desde el 26 de octubre de 2020. Encore también presenta líneas de diálogo habladas y, como resultado, a esta se la conoce como una "novela cinética ligera" en referencia a la línea de novelas visuales de Key descritas como novelas cinéticas porque su jugabilidad no ofrece opciones ni finales alternativos.
Una serie de historias cortas tituladas Prima Doll Interlude Prima Doll Interlude (プリマドール -interlude-?) , escritas por Kai e ilustradas por Maroyaka, comenzaron a serializarse en la revista Dengeki G's de ASCII Media Works y el número de diciembre de 2020 se vendió el 30 de octubre. La serialización continuó mensualmente hasta que la edición de noviembre de 2021 se vendió el 30 de septiembre, cuando se anunció que la serialización se detendría temporalmente.
Se anunciaron dos adaptaciones de manga : Prima Doll New Order (プリマドール New Order?) , ilustrada por Yuriko Asami, comenzó su serializacion en los sitios web ComicWalker y Nico Nico Seiga el 15 de julio de 2022., Prima Doll: Yōkoso Kuronekotei e (プリマドール ～ようこそ黒猫亭へ～ Prima Doll: Welcome to Kuronekotei?) , ambas ilustradas por Daiko Toda, comenzó su serialización en la plataforma web Comic Bushiroad el 12 de agosto de 2022.

### Anime
Una serie de televisión de anime, dirigida por Tensho y animada por Bibury Animation Studios, se emitió del 9 de julio al 24 de septiembre de 2022 en Tokyo MX, MBS, BS Asahi y AT-X. El guion fue escrito por Kai y Tōya Okano. El diseño de personajes corrió a cargo de Akane Yano, quien basó los diseños en ilustraciones originales de Na-Ga, Fuzichoco, Yui Hara, En Morikura y Lack. El tema de apertura es "Tin Toy Melody" compuesto por Jun Maeda, e interpretado por Chat Noir (compuesto por Azumi Waki, Tomori Kusunoki, Miyu Tomita, Yuki Nakashima y Akari Kitō ). La serie tiene licencia mundial, excepto los territorios asiáticos, de Sentai Filmworks.

### Novelas Visuales
Key está desarrollando una serie de cuatro novelas visuales, las cuales son descritas como novelas cinéticas ya que su jugabilidad no ofrece opciones ni finales alternativos. El guion principal fue escrito por Tōya Okano, quien coescribió el guion de la adaptación al anime. Los primeros tres volúmenes se lanzaron en 2023 y el cuarto volumen está previsto para 2024.

### Otros
En colaboración con el fabricante de figuras y modelos de plástico Kotobukiya, en octubre de 2020 se anunció la producción de una serie de figuras a escala 1/7 de los personajes  Posteriormente se lanzó una figura de Haizakura el 30 de agosto de 2021, y el lanzamiento de edición limitada vino incluido con el sencillo "Kikaijikake no Sanka / Usuhanazakura" (機械仕掛けの賛歌 / 薄花桜 Mechanical Song of Praise / Light Pink?)  . "Kikaijikake no Sanka" interpretada por Azumi Waki, Tomori Kusunoki, Miyu Tomita, Yuki Nakashima y Akari Kitō ; "Usuhanazakura" es interpretada por Waki. En mayo de 2021 se anunció una figura de Karasuba 